# 阮文談
阮文談（越南语：／；1870年—？年），越南阮朝官員。

## 生平
阮文談是承天府香茶縣香芹總清涼社（今屬承天順化省香茶市社香春社清涼村）人，嗣德二十三年（1870年）出生。同慶二年（1887年），阮文談参加承天場鄉試，考中舉人。後任工部行走。成泰十年（1898年），阮文談會試中格，庭試考中副榜。維新年間，任平定按察使，後升工部侍郎。維新九年（1915年），出為河靜布政使。次年（1916年），改任富安布政使。啟定七年（1922年），升任戶部參知。保大初致事。